# Ligne Furano
La ligne Furano (富良野線, Furano-sen) est une ligne ferroviaire de la compagnie JR Hokkaido située sur l'île de Hokkaidō au Japon. Elle relie la gare d'Asahikawa à la gare de Furano.

## Histoire
La ligne est ouverte entre les gares d'Asahikawa et de Biei en septembre 1899 par la compagnie Hokkaidō Kansetsu Tetsudō (北海道官設鉄道) sous le nom de ligne Tokachi (十勝線, Tokachi-sen). La ligne est prolongée en novembre de la même année de Biei à Kami-Furano puis en 1900 de Kami-Furano à Shimo-Furano (actuel Furano).
En 1905, la ligne est nationalisée. En 1909, elle est rassemblée avec la ligne Kushiro (釧路線, Kushiro-sen) (actuelle ligne Nemuro) et prend le nom de celle-ci. C'est en 1913 que la portion Asahikawa - Shimo-Furano prend son nom actuel de ligne Furano (富良野線, Furano-sen). La gare de Shimo-Furano est renommée gare de Furano en 1942.
En 1949, la ligne est transférée à la JNR, puis à la JR Hokkaido en 1987 à la suite de la privatisation de la JNR.

## Caractéristiques

### Ligne
- longueur : 54,8 km
- écartement des voies : 1 067 mm
- nombre de voies : 1
- électrification : non
- vitesse maximale : 85 km/h

### Services et interconnexions
Tous les trains sont de type Local, nom utilisé normalement pour les trains omnibus. Toutefois, tous les trains ne s'arrêtent pas à toutes les gares.
En saison estivale, la ligne est également desservie par le train touristique Furano Biei Norokko.

### Liste des gares

Panneau présent sur un quai de la gare de Lavender-Farm

Les gares sont identifiées par la lettre F, à l'exception des gares terminus, déjà desservies par d'autres lignes.
La gare de Lavender-Farm (F41) n'est ouverte qu'à certains moments de l'année.
| Numéro | Gare             | Nom japonais   | Distance (km) | Correspondances                        | Localisation | Localisation                |
| ------ | ---------------- | -------------- | ------------- | -------------------------------------- | ------------ | --------------------------- |
| A28    | Asahikawa        | 旭川           | 0,0           | JR Hokkaido : Hakodate, Sōya, Sekihoku | Asahikawa    | Sous-préfecture de Kamikawa |
| F29    | Kaguraoka        | 神楽岡         | 2,4           |                                        | Asahikawa    | Sous-préfecture de Kamikawa |
| F30    | Midorigaoka (ja) | 緑が丘         | 4,0           |                                        | Asahikawa    | Sous-préfecture de Kamikawa |
| F31    | Nishi-Goryō      | 西御料         | 5,2           |                                        | Asahikawa    | Sous-préfecture de Kamikawa |
| F32    | Nishi-Mizuho     | 西瑞穂         | 7,4           |                                        | Asahikawa    | Sous-préfecture de Kamikawa |
| F33    | Nishi-Kagura     | 西神楽         | 9,9           |                                        | Asahikawa    | Sous-préfecture de Kamikawa |
| F34    | Nishi-Seiwa      | 西聖和         | 12,3          |                                        | Asahikawa    | Sous-préfecture de Kamikawa |
| F35    | Chiyogaoka       | 千代ヶ岡       | 16,6          |                                        | Asahikawa    | Sous-préfecture de Kamikawa |
| F36    | Kita-Biei        | 北美瑛         | 20,3          |                                        | Biei         | Sous-préfecture de Kamikawa |
| F37    | Biei (ja)        | 美瑛           | 23,8          |                                        | Biei         | Sous-préfecture de Kamikawa |
| F38    | Bibaushi         | 美馬牛         | 30,6          |                                        | Biei         | Sous-préfecture de Kamikawa |
| F39    | Kami-Furano      | 上富良野       | 39,7          |                                        | Kamifurano   | Sous-préfecture de Kamikawa |
| F40    | Nishinaka        | 西中           | 44,2          |                                        | Nakafurano   | Sous-préfecture de Kamikawa |
| F41    | Lavender-Farm    | ラベンダー畑駅 | 45,8          |                                        | Nakafurano   | Sous-préfecture de Kamikawa |
| F42    | Naka-Furano      | 中富良野       | 47,3          |                                        | Nakafurano   | Sous-préfecture de Kamikawa |
| F43    | Shikauchi        | 鹿討           | 49,7          |                                        | Nakafurano   | Sous-préfecture de Kamikawa |
| F44    | Gakuden          | 学田           | 52,5          |                                        | Furano       | Sous-préfecture de Kamikawa |
| T30    | Furano           | 富良野         | 54,8          | JR Hokkaido : Nemuro                   | Furano       | Sous-préfecture de Kamikawa |

## Matériel roulant

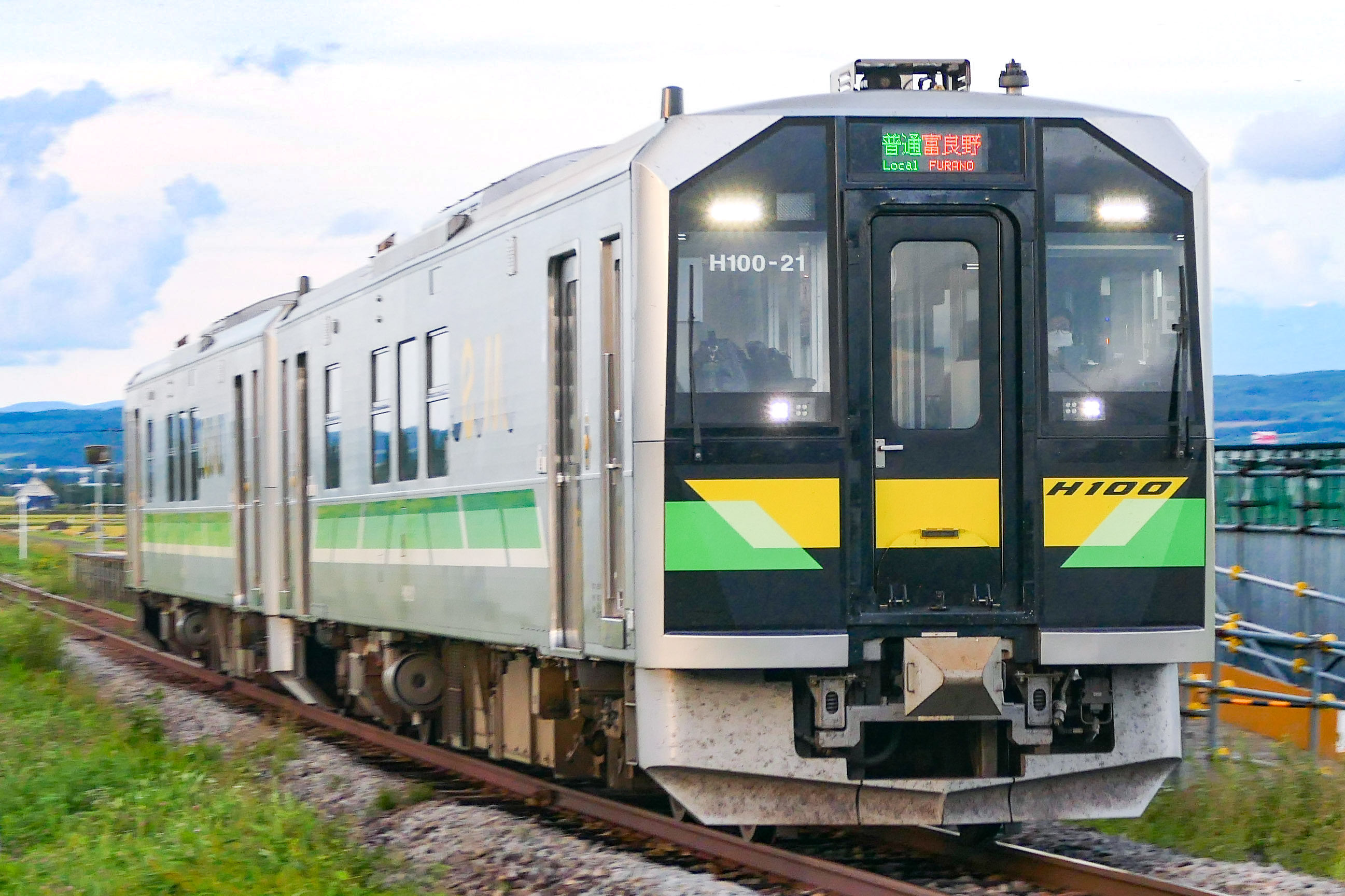
Série H100
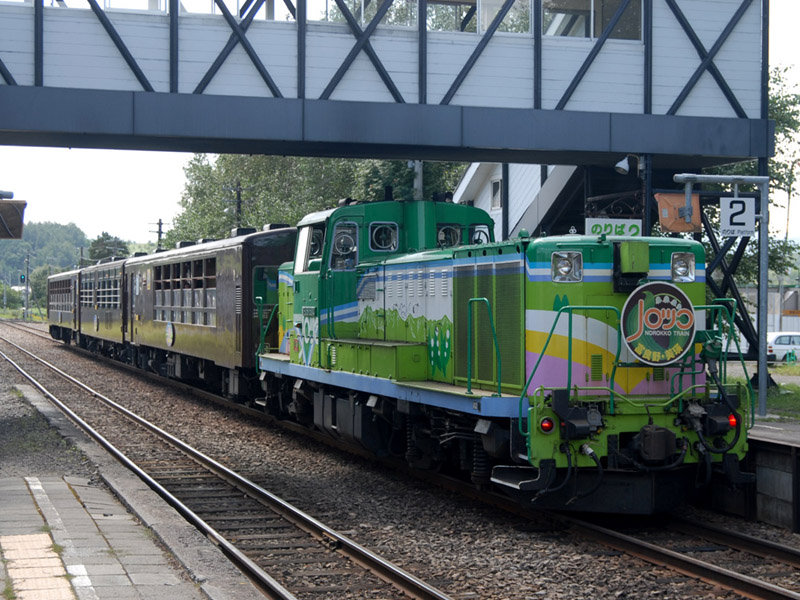
Furano Biei Norokko